# Belgica Rupes
La Belgica Rupes è una struttura geologica della superficie di Mercurio.